# Gai-Luron
Gai-Luron est un personnage de bande dessinée française créé par Marcel Gotlib en 1964. Au départ personnage secondaire d'une bande dessinée publiée dans Vaillant, ce chien devient rapidement personnage principal, bien que les premières parutions en album ne datent que de 1975.

## La bande dessinée
Gai-Luron apparaît en 1964 comme personnage secondaire dans Nanar, Jujube et Piette, une bande dessinée enfantine publiée à partir de 1962 dans Vaillant, journal pour enfant édité par la maison du même nom et qui deviendra plus tard Pif Gadget, le journal de Pif le chien.
Les personnages principaux de la série sont Nanar, un jeune garçon, Jujube, un renard apprivoisé et Piette, une petite fille. Gai-Luron y apparaît au départ comme un personnage secondaire parfois perturbant le bon déroulement de l'histoire, un peu selon un modèle déjà initié dans Gaston Lagaffe. Comme son nom ne l'indique pas, Gai-Luron est un chien à l'allure apathique et au visage inexpressif largement inspiré du Droopy de Tex Avery. L'humour un peu absurde qu'il introduit dans une série autrement sage permet à Marcel Gotlib de prendre plus de liberté avec les standards de la bande dessinée des années 1960.
Rapidement, les personnages de Jujube et Gai-Luron s'anthropomorphisent : ils se redressent et parlent, au moins entre eux, et l'action se recentre sur eux, tandis que les autres personnages deviennent des faire-valoir et disparaissent totalement dans la seconde moitié de 1965. La série Nanar, Jujube et Piette disparaît donc en décembre 1965 pour être renommée en Jujube et Gai-Luron où seul Jujube reste présent face à Gai-Luron. Le renommage de la série se passe en deux phases : la dernière double planche de Nanar, Jujube et Piette montre Jujube et Gai-Luron qui se rendent à la rédaction de Vaillant où on leur annonce le nouveau nom avec Gai-Luron comme comique et Jujube comme comparse « sérieux ». La première double planche de Jujube et Gai-Luron montre, dans la première case, Gai-Luron qui descend de la zone de titre à travers une trappe ouverte dans le dessus de la case. Il exprime son contentement au sujet du nouveau titre, puis il reçoit une lettre d'un lecteur qui exprime son inquiétude de voir disparaître Nanar, Piette, le Père Laglume et Monsieur Joachim. Il répond à cette lettre avec Jujube, montrant que lesdits personnages sont encore là mais, en fait, on ne fait que les deviner à l'arrière-plan derrière Jujube et Gai-Luron qui sont eux-mêmes en gros plan. Ainsi sont « liquidés » ces personnages secondaires, tandis que Gotlib apporte des innovations importantes pour l'époque : les personnages considérés comme des employés de l'éditeur, qui rompent les limites de la planche dessinée et des cases et qui s'adressent au lecteur.
Dès lors les histoires de Gai-Luron tourneront principalement autour de deux thèmes : dans certaines, Jujube veut faire faire quelque chose ou apprendre quelque chose à Gai-Luron, et finit invariablement par se rendre ridicule (toujours suivant le modèle de Droopy). Un autre type d'histoire est celui où Gai-Luron et Jujube sont chargés de répondre au courrier des lecteurs. L'histoire commence alors par l'ouverture du courrier : la seule lettre reçue provient en général de « Jean-Pierre Liégeois, jeune lecteur du Var » (ce nom était en réalité celui du beau-père de Gotlib, domicilié à Hyères). Jujube et Gai-Luron s'empressent alors de répondre de manière farfelue à la question — parfois naïve ou incongrue — posée par ce lecteur. Certaines de ces bandes ressemblent étonnamment, dans leur ressort comique, à ce que Gotlib fera plus tard dans la Rubrique-à-brac. Mademoiselle Dolly, une charmante chienne anglaise, devient l'amie de cœur de Gai-Luron à qui Jujube donne des conseils pour la conquérir (Mademoiselle Dolly sera remplacée plus tard par Belle-Lurette). La série devient Gai-Luron en 1967 puis, au moment de la transformation de Vaillant en Pif gadget en 1969, Gai-Luron ou la joie de vivre.
Gotlib abandonne progressivement Gai-Luron à partir de 1969 : il laisse le dessin à son assistant Henri Dufranne, tout en continuant d'écrire les scénarios. Dufranne anime seul la série à partir de 1971.
Entre 1981 et 1983, Gai-Luron fait quelques apparitions dans Pif Gadget, et à partir de 1984, un nouvel avatar de Gai-Luron, à la tonalité plus adulte, apparaît dans Fluide glacial : « Gai-Luron en slip ». Pour marquer le vingtième anniversaire de Gai-Luron, Gotlib dessine une page où le « héros au sourire si doux » relit avec nostalgie ses propres premières aventures, s'aperçoit soudain qu'il est nu et décide de mettre un slip. Mais dès lors qu'il met le slip, Gai-Luron n'est plus le personnage asexué qu'il était : une énorme grosseur est visible sous le slip, à la grande confusion de Belle-Lurette. Les nouvelles aventures de Gai-Luron et Belle-Lurette tourneront autour de la bataille navale, jeu auquel ils jouaient souvent à l'époque de Pif, et du marivaudage que ce jeu leur permet pour enfin assouvir leurs fantasmes.
La série compte dix albums dans la collection Fluide junior, l'album La Bataille navale ou Gai-Luron en slip (le onzième) est classé hors série.
En 2016 la franchise est reprise par Fabcaro et Pixel Vengeur sous le titre les nouvelles aventures de Gai-Luron.

## Les parutions

### Aux éditions Vaillant
- Gai-Luron, collection Les Rois du rire no 10 (1969)
- Gai-luron Poche: 37 numéros, de 1967 à 1976 (Gotlib, puis très rapidement Henri Dufranne — au sujet de ce dernier, lire Hop ! no 11 de 1977 (avec couverture), par Lewis)
- Hit Parade Comique Poche no 1 : « Anthologie de Gai-Luron », juin 1976.

### Aux éditionsAUDIE
La série originelle a été publiée de 1975 à 1982 puis rééditée en couleur de 1984 à 1988 dans la collection Fluide Junior créée à l'occasion.
1. Gai-Luron ou la joie de vivre (1975)
2. Gai-Luron en écrase méchamment (1975) (Prix du meilleur album à Angoulême en 1976)
3. Gai-Luron rit de se voir si beau en ce miroir (1976)
4. Gai-Luron et Jean-Pierre Liégeois  (1976)
5. Gai-Luron fait rien qu'à copier (1977)
6. Gai-Luron ce héros au sourire si doux (1978)[2]
7. Gai-Luron s'en tire par une pirouette (1979)
8. Gai-Luron drague comme une bête  (1980)
9. Gai-Luron n'engendre pas la mélancolie ! (1981)
10. Gai-Luron tire une tronche pas possible (1982)

En 1986, Gotlib livre un album d'adieu à la bande dessinée, en reprenant le personnage de ses débuts.
- La Bataille navale ou Gai-Luron en slip (1986)
- Gai-Luron, éd. Shell/Bagheera/Audie (1994) (compilation des tomes 7 et 9)

En 2016, la série est relancée sous le titre Les Nouvelles Aventures de Gai-Luron
- Tome 1 : Gai-Luron sent que tout lui échappe scénario de Fabcaro, dessin et couleurs de Pixel Vengeur, 44 planches, Fluide Glacial, 2016 (DL 09/2016)  (ISBN 978-2-352-07677-3)[3]
- Tome 2 : Gai-Luron passe à l'attaque !, scénario de Frédéric Felder, dessin et couleurs de Pixel Vengeur, 44 planches, Fluide Glacial, 2018 (DL 01/2018)  (ISBN 978-2-352-07971-2)[4]

### Aux éditionsCornélius
- Gai Luron - Poupée en papier à monter, 1993. Cette pochette reprend les pages publiées dans le Vaillant no 1178, décembre 1967.

### Aux éditions La Vache qui m'édite
Depuis 2012, cette petite structure belge republie les Gai-Luron d'Henri Dufranne sous le titre Gai Luron - Inédits.
- Opus 1, préface de Gotlib, 2012.
- Opus 2, 2013.
- Opus 3, 2013.
- Opus 4, 2013.
- Opus 5, 2014.